# 랑 (영화)
"랑"은 1969년 공개된 대한민국의 영화이다.

## 배역
- 신영균
- 문희
- 허장강
- 박암
- 김순철
- 박병호
- 김정훈
- 강부자
- 추석양
- 한유정
- 성소민
- 이영
- 김기범
- 김영인
- 지계순
- 최창호